# Désoxyguanosine monophosphate
La désoxyguanosine monophosphate (dGMP) est un désoxyribonucléotide constitué de résidus de guanine et de 2'-désoxyribose lié à un groupe phosphate. Elle est l'un des monomères constituant l'ADN, où la guanine peut se lier à la cytosine par trois liaisons hydrogène.
Son ribonucléotide correspondant est la guanosine monophosphate.